# Crocothemis divisa
Crocothemis divisa ist eine mittelgroße Libellenart aus der Unterfamilie Sympetrinae. Sie wurde 1898 durch Karsch beschrieben. Die Art kommt in den tropischen Teilen Subsahara-Afrikas vor.

## Merkmale
Crocothemis divisa erreicht eine Körperlänge zwischen 40 und 41 Millimetern. Die Männchen sind pink bis rot, die Weibchen sind bräunlich gelb.
Der Hinterleib (Abdomen) ist länglich und ähnelt einem schlanken Flugzeugrumpf.
Der Synthorax ist auf der Oberseite mattrot und wird zu den Seiten hin rötlich braun. Zwischen den Flügelansätzen befinden sich schwarze Zeichnungen.
Das Gesicht ist gelblich und ab der Oberseite der Stirn und auf dem Vertex bräunlich gelb an. Die Komplexaugen sind auf der Oberseite tiefrot und auf der Unterseite grünlich blau.
Die durchsichtigen Hinterflügel messen zwischen 30 und 31 Millimetern. Das mit 4,0 bis 4,4 Millimeter vergleichsweise lange Flügelmal (Pterostigma) ist rötlich braun.

## Lebensraum
Die Art lebt sowohl an fließenden wie auch an stehenden, steinigen Gewässern in buschigen Savannen.